# Cloud gaming
Il cloud gaming, a volte chiamato gaming on demand o gaming-as-a-service, ma anche gioco in streaming facendo un paragone con Netflix o qualsiasi altro servizio streaming simile, è un tipo di servizio online che esegue videogiochi su server remoti e li trasmette direttamente al dispositivo di un utente, o più colloquialmente, giocando a distanza da un cloud. I tre principali tipi di cloud gaming sono i giochi peer-to-peer, lo streaming dei giochi e il download progressivo.

## Descrizione
Le piattaforme di cloud gaming operano in modo simile ai desktop remoti e ai servizi video on demand, i videogiochi sono memorizzati ed eseguiti in remoto su hardware dedicato di un provider, vengono trasmessi come un video sul dispositivo di un giocatore tramite client. Il client gestisce gli input del giocatore, i quali vengono inviati al server ed eseguiti nel gioco. Alcuni servizi di cloud gaming si basano su Windows virtualizzato, il quale consente agli utenti di scaricare e installare dei giochi come normalmente farebbero su un personal computer.
Questo tipo di approccio, che offre molti vantaggi, tra cui rendere il gioco più facilmente accessibile senza avere il bisogno di scaricarlo e installarlo localmente, è compatibile con molti dispositivi (dispositivi mobili, come uno smartphone o un tablet, lettori digitali multimediali oppure su un thin client come dispositivo). Diversi servizi possono offrire alcune funzioni aggiuntive per sfruttare al meglio questo modello, uno spettatore può unirsi alla sessione di un giocatore e prendere temporaneamente il controllo del gioco, se autorizzato dal giocatore stesso.

## Storia
Nel 2000, G-cluster Global Corporation mostrò per la prima volta la tecnologia del cloud gaming durante l'E3. Il concetto originale era basato su una rete Wi-Fi per i dispositivi portatili. L'azienda sviluppatrice di videogiochi Crytek iniziò la ricerca su un sistema di cloud gaming nel 2005 per Crysis, ma interruppe lo sviluppo nel 2007 per attendere che l'infrastruttura e i provider Internet via cavo fossero in grado di completare il progetto.
OnLive, un sistema di distribuzione dei videogiochi on demand rental, è stato lanciato ufficialmente nel marzo 2010, il servizio effettivo iniziò a giugno con la vendita della sua MicroConsole OnLive. Il 2 aprile 2015, OnLive è stata acquisita da Sony Interactive Entertainment, il suo servizio chiuse i battenti a fine mese. Le sue risorse vennero impiegate come base di un servizio di cloud gaming all'interno della sua famiglia di prodotti Playstation, noto come Playstation Now.
Nel 2012, Gaikai inaugurò il suo servizio di cloud gaming, l'azienda si concentrò principalmente sull'utilizzo del cloud gaming come forma di pubblicità online per i videogiochi, dove gli utenti avrebbero avuto la possibilità di accedere a demo videoludiche trasmessi dai suoi server, solitamente tramite pubblicità acquistata o rivenditori online. Gaikai fu acquisita da Sony Interactive Entertainment, nello stesso anno.
Nel 2013, Nvidia introdusse GRID, in seguito fu rinominato come GeForce Now, un servizio di cloud gaming integrante del suo dispositivo SHIELD Android TV. Nel 2017, l'azienda iniziò ad espandere il proprio servizio al personal computer, incluso un supporto per l'importazione della libreria Steam di un utente.
Nel 2017, la startup francese Blade lanciò un servizio chiamato Shadow, dove gli utenti possono affittare un'istanza remota di Windows 10 su un centro elaborazione dati (data center), accedendo ad un hardware performante (processore Intel Xeon e scheda video NVidia Quadro). Il servizio è limitato geograficamente, in base alla vicinanza di uno dei suoi data center, inizialmente fu lanciato in Francia, ma nel 2019 si espanse anche negli Stati Uniti.
A maggio 2018, Electronic Arts acquisì alcune risorse del cloud gaming da GameFly, per una somma non divulgata. EA successivamente annunciò Project Atlas, un progetto che andava ad esplorare l'integrazione di un'intelligenza artificiale, l'apprendimento automatico e la tecnologia del motore grafico Frostbite Engine, per creare una piattaforma unificata da remoto, in grado di elaborare e riprodurre videogiochi multiplayer in HD, con una latenza più bassa possibile, dando la possibilità di rendere la piattaforma dinamica, sociale e Cross platform. Lo stesso mese, Google e Microsoft pubblicarono iniziative riguardo al cloud gaming, con Google che diede inizio al Progetto Stream (inclusa una closed beta, con Assassin's Creed: Odyssey in esecuzione tramite un client nel browser Chrome, mentre Microsoft annunciò il Progetto xCloud, tramite la piattaforma Microsoft Azure.
Il 19 marzo 2019, alla Game Developers Conference, Google annunciò ufficialmente il suo servizio di cloud gaming Stadia, in uscita per il 19 novembre dello stesso. A maggio, Sony annunciò una partnership con Microsoft per co-sviluppare valide soluzioni che migliorino il servizio del cloud computing, tra cui anche quello dedicato al gaming.
In data 24 settembre 2020 è stato annunciato da Amazon un nuovo servizio dal nome Amazon Luna.

## Infrastruttura
Il cloud gaming necessita di un'infrastruttura adatta ad essa, per il funzionamento corretto dei servizi, uno spazio ampio per ospitare centri elaborazione dati e server farm, addetti all'esecuzione dei giochi e alle connessioni internet a banda larga con bassa latenza, per permettere la trasmissione del videogioco agli utenti. La rete dell'infrastruttura, indispensabile per rendere fattibile il cloud gaming, è stata per parecchi anni non disponibile nella maggior parte delle aree geografiche oppure indisponibile per i consumatori. A causa della loro dipendenza dallo streaming di alta qualità, la capacità di utilizzare un servizio regolarmente, potrebbe essere limitata dai data cap imposti da alcuni fornitori di servizi Internet.

### Rete
Un fattore importante nella qualità di un servizio di cloud gaming è la latenza, in quanto essa è il tempo di ritardo tra i dispositivi input dell'utente, nei videogiochi dinamici (Sparatutto in prima persona e Picchiaduro) richiedono dei dispositivi input precisi per una giocabilità fluida.

### Hardware
Il servizio di cloud gaming di NVIDIA si basa su calcolatori server ad altissime prestazioni. Una macchina server "RTX Blade server" contiene quaranta GPU in parallelo ed una memoria DDR6 da 64Gb di ram. Il calcolatore richiede in media 5 kilowatt, ed esegue 160 giochi su processi concorrenti.